# Iglesia de San Bartolomé (Alfondeguilla)
La iglesia parroquial de San Bartolomé de Alfondeguilla, Provincia de Castellón, en España, es un templo católico catalogado (de modo genérico) como Bien de Relevancia Local, con código de identificación: 12.06.007-003, según la Disposición Adicional Quinta de la Ley 5/2007, de 9 de febrero, de la Generalidad Valenciana, de modificación de la Ley 4/1998, de 11 de junio, del Patrimonio Cultural Valenciano (DOCV Núm. 5.449 / 13/02/2007).
Se trata de un sencillo templo de planta de nave única y dimensiones pequeñas, con capillas laterales comunicadas entre ellas.

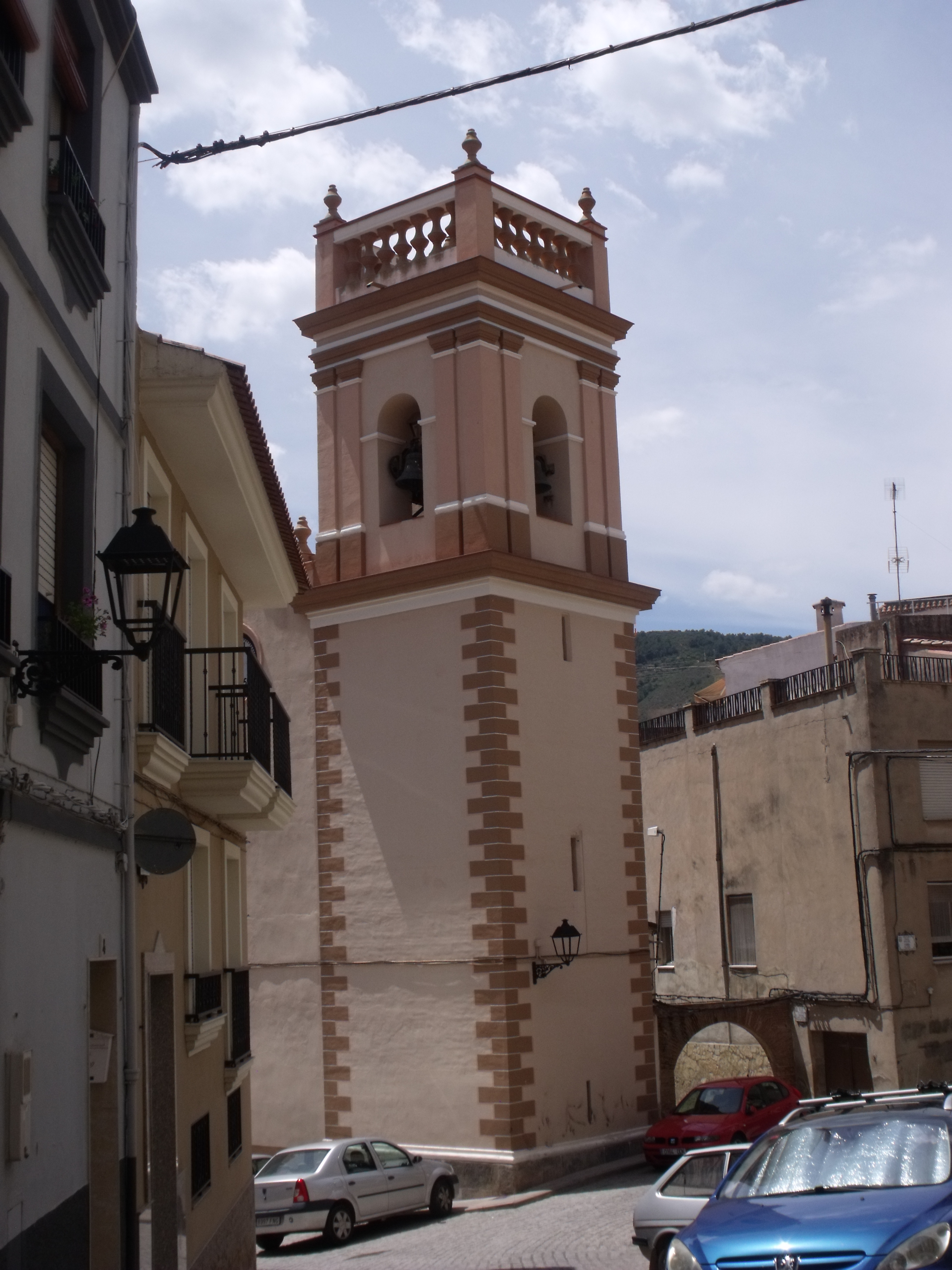
Detalle del campanario
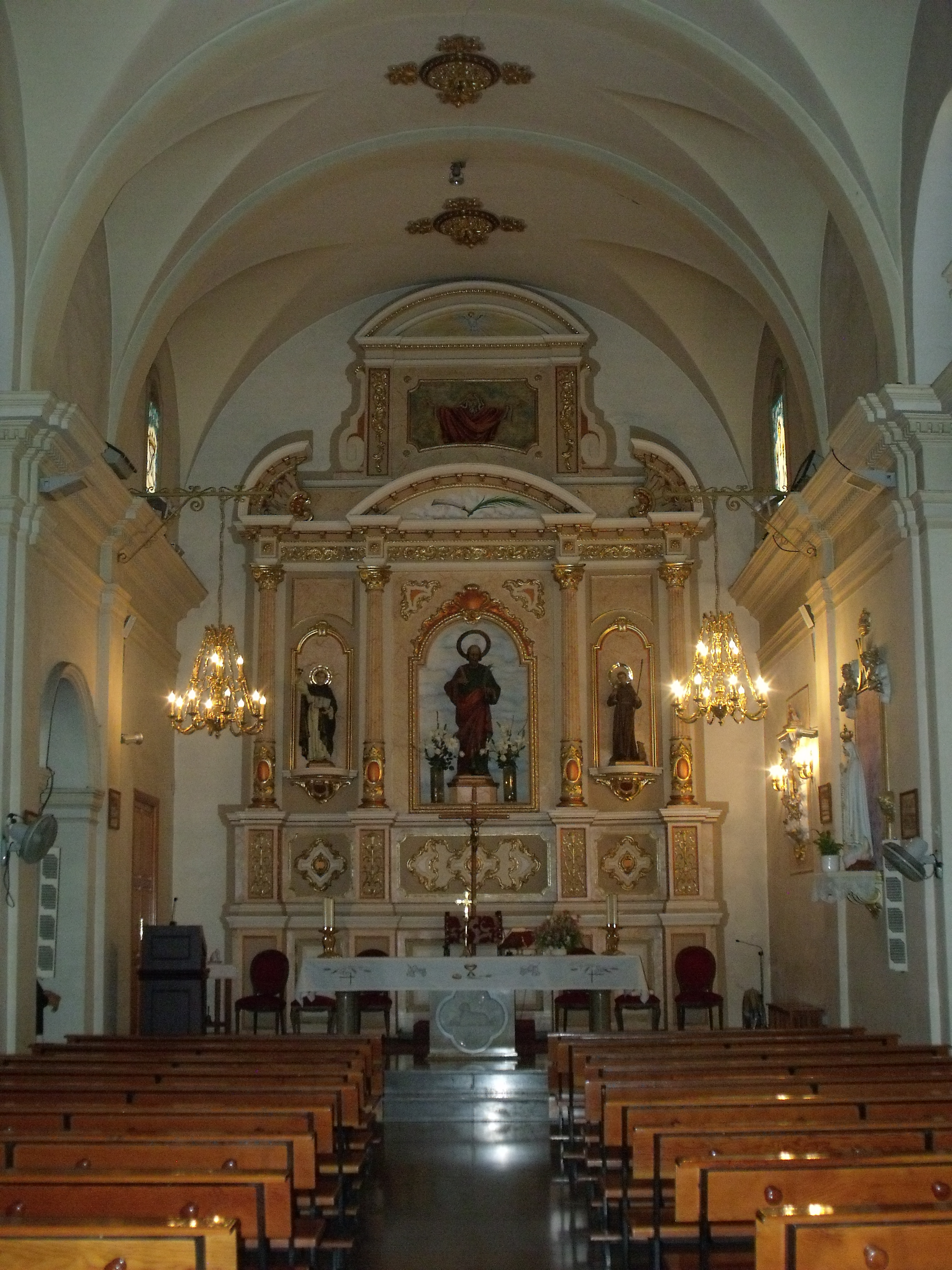
Nave central
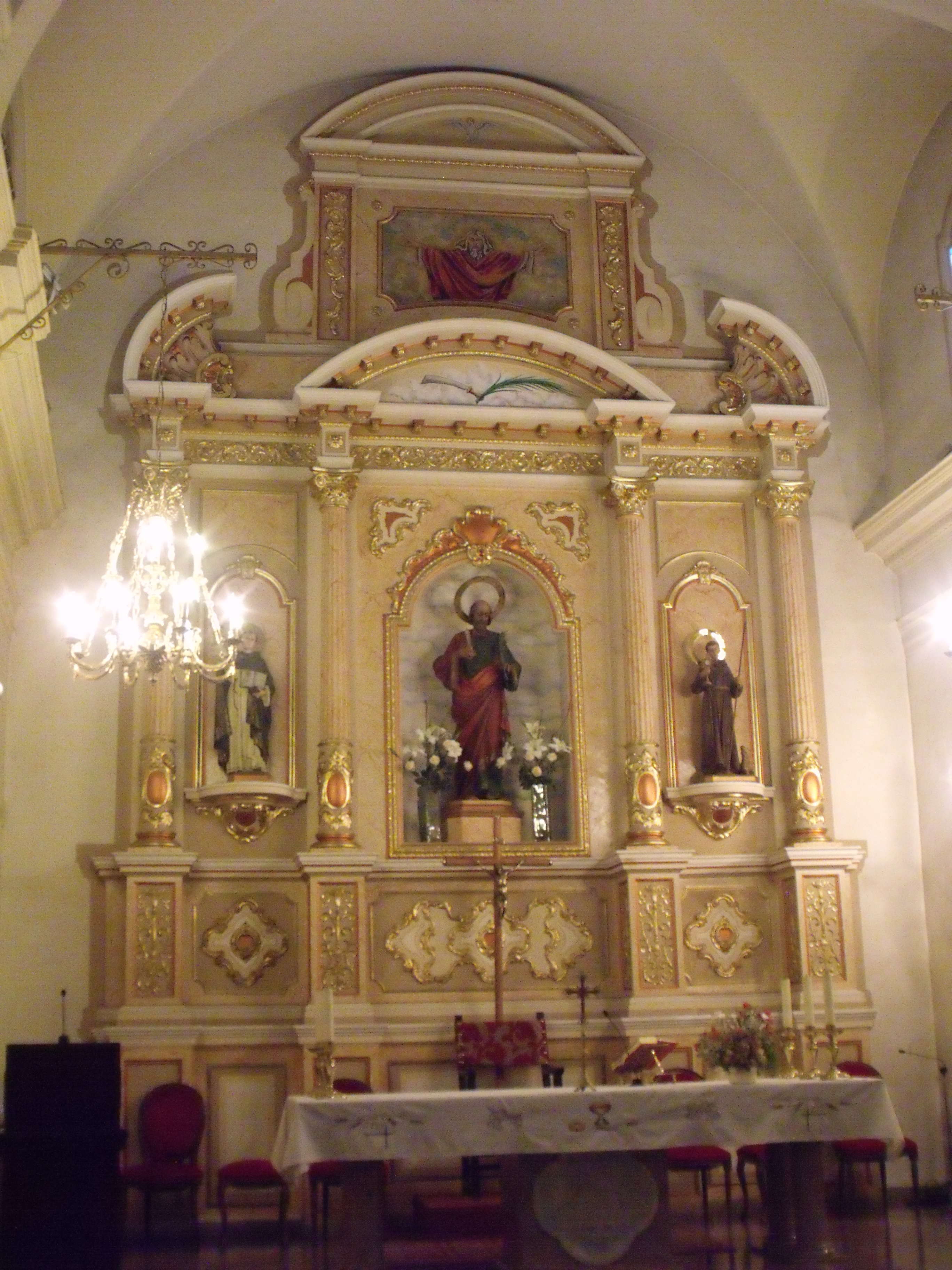
Detalle del retablo de la nave central
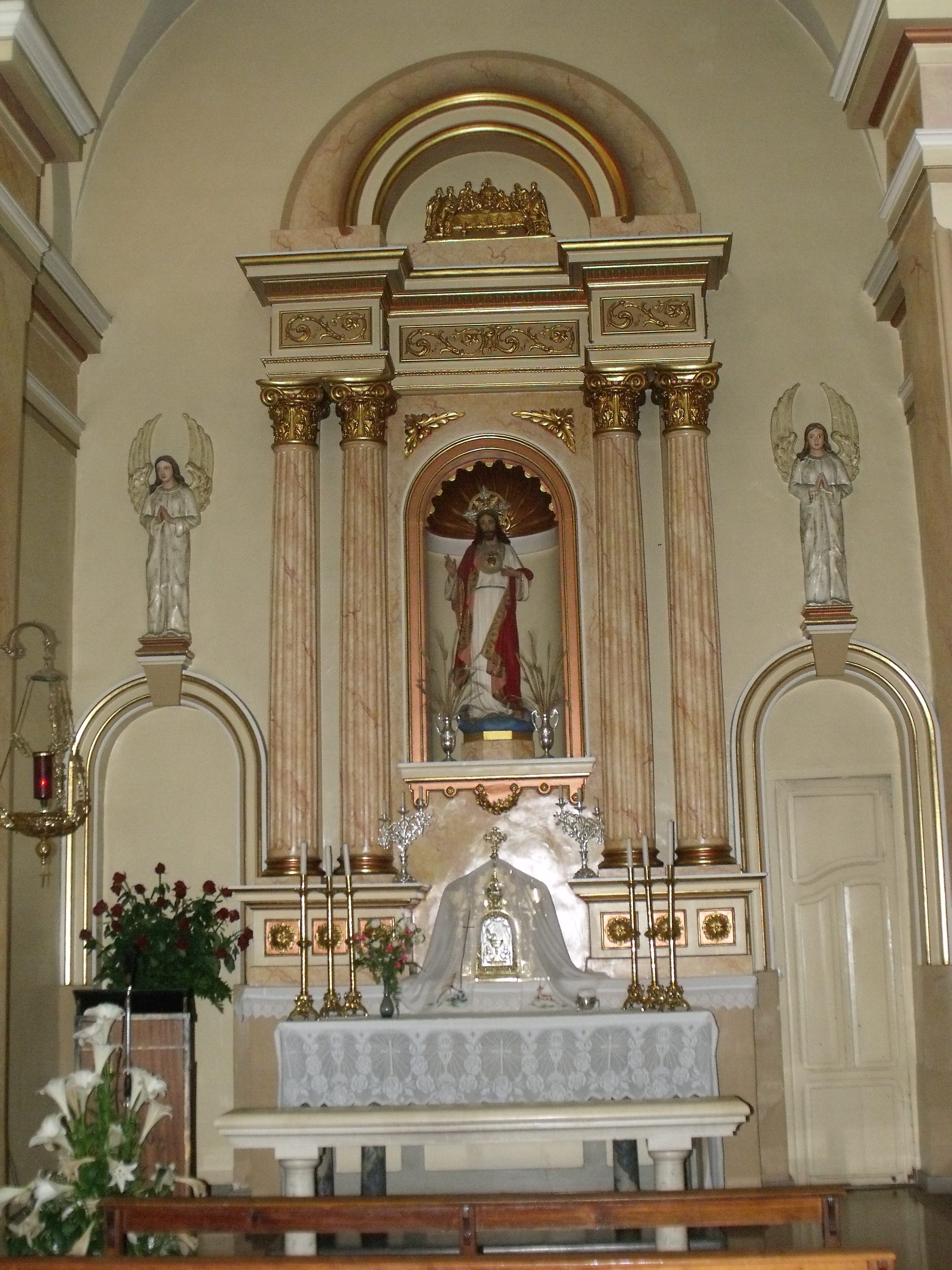
Capilla de la Comunión
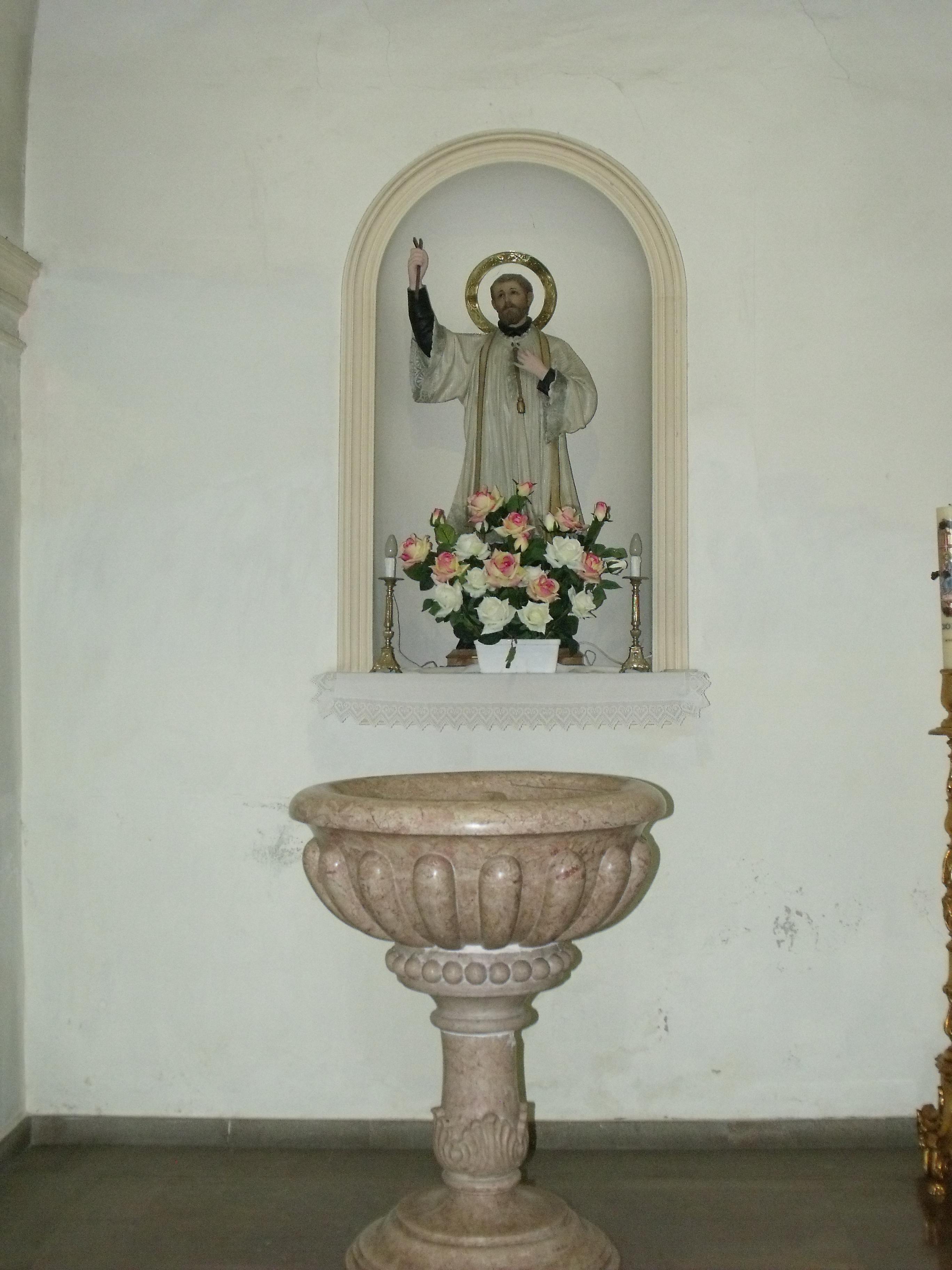
Capilla del Bautismo

Externamente presenta una fachada sencilla con una torre campanario en uno de los laterales, una única puerta de acceso y sobre ella un óculo que dota de escasa iluminación al interior, a excepción de la zona del coro alto que se encuentra inmediatamente detrás de él.
De entre las capillas laterales que presenta en su interior cabe destacar la capilla del bautismo y la de la comunión que presenta una cubierta en bóveda vaída.